# スタークロス
『スタークロス』（原題：Starcross）は、フィリップ・リーヴが2007年に発表し、ブルームズベリー社（イギリス）より刊行されたSFファンタジー小説である。
日本では理論社より 『スタークロス』（日本語訳：松山美保）（ISBN 9784652079379）として2008年9月に出版された。なおカバーと作中の挿絵にはブルームズベリー社版、理論社版ともにデイヴィッド・ワイアット（David Wyatt）のイラストが使用されている。

## あらすじ
始祖生物ウェブスターとの一件が片付き、アーサーは再び両親と姉マートルの、家族4人が揃った生活を送っていた。しかし彼らの住居『ラークライト』は現在改装中。職人たちが連日忙しく立ち働き、家中が騒々しくて皆がいらつき気味だった。母アミーリアも、新しいじゅうたんや壁紙が欲しい、という自分の言葉が発端とはいえ騒音と埃に悩まされる毎日にはいささか辟易していた。そんな折、『ラークライト』 に一通の招待状が届く。「ご一家を小惑星『スタークロス』 にご招待します。」差出人の名はモティマー・ティトファー。両親とも心当たりのない名前だ。しかし招待状には、「改装業者に悩まされていることをウェイバリー卿から聞いた」とある。ウェブスターの一件の際に世話になった卿の友人なら間違いはないだろう。「一流の設備、最高の海水浴をお楽しみください。」招待状を見て心躍らせるアーサーとマートル。アミーリアも親切な申し出に大乗り気だ。1週間後、仕事の都合であとから合流する父エドワードを残し、3人は月のジョージ空港から一路『スタークロス』へと旅立った。

## 登場人物
アーサー・マンビー本編の主人公。冒険を夢見る少年。宇宙住居『ラークライト』両親、姉とともに暮らす。
マートル・マンビーアーサーの姉。ジャック・ハボックに思いを寄せる少女。一人前のレディとなるべく修行中。
エドワード・マンビーアーサーの父。宇宙生物研究者。
アミーリア・マンビーアーサーの母。年齢45億歳に達する『シェイパー』であることが前作で明らかになった。
ジャック・ハボック宇宙船『ソフロニア号』の船長。元は海賊だったがリチャード・バートンの説得により現在は英国海軍諜報部員として活動。
シリッサトカゲ型の異星生物。『ソフロニア号』の錬金術師（エンジニア）で、唯一の女性クルー。
ムンクルスイオ人。四本の腕を持つ。『ソフロニア号』の航海士。
ニッパーカニ型の異星生物。面倒見がよく、おおらかな性格。『ソフロニア号』のクルー。
スキッドリーイソギンチャク型の異星生物。言葉は話せず、念波で会話する。ヤーグとは双子。『ソフロニア』号のクルー。
ヤーグイソギンチャク型の異星生物。言葉は話せず、念波で会話する。スキッドリーとは双子。『ソフロニア』号のクルー。
グリンドルホブゴブリン。言葉遣いはよくないが、女性の前では慎みを見せる。『ソフロニア号』のクルー。
モティマー・ティトファー火星のホテル『スタークロス』経営者。マンビー家を『スタークロス』に招待する。
デルフィーヌ・ボーレガードフランス人の少女。どこへ行くにも小枝で編んだ車椅子に乗っている。
グリンダー夫人デルフィーヌの介護人。裾の長い喪服のよう黒い服と黒いボンネットを身に着けた“バカでかい”人物。
ロージー・スピニカー「ロンドン子の歌姫」と呼ばれる歌手。ヒット曲は「ペチャンコになったわたしのネコ」。
シダ教授クック船長が金星から持ち帰った種が生長した潅木。高度な知性を備え、キュー王立植物園の地球外植物学責任者を務める。
リチャード・バートン大英帝国諜報部員。
ウラ・バートン火星人。リチャードの妻。大英帝国諜報部員。
ムーブ終末生物。